# Rhantus friedrichi
Rhantus friedrichi är en skalbaggsart som beskrevs av Falkenström 1936. Rhantus friedrichi ingår i släktet Rhantus och familjen dykare. Inga underarter finns listade i Catalogue of Life.